# Ernst Krenek-díj
Az Ernst Krenek-díj (németül Ernst-Krenek-Preis ) Bécs városa által 1985-ben alapított és azóta adományozott díj a zene területén elért eredményekért. Két évente a független zsüri főként zeneszerzőknek ítéli oda. A díjazottak 8000 Euro összeget is kapnak. A díj Ernst Krenek zeneszerző (1900 - 1991) emlékét őrzi.

## Díjazottak és műveik címe
- 1986: René Staar („Just an Accident? A Requiem for Anton Webern an Other Victims of the Absurd“)
- 1988: Kyoko Abe („Midnightsummer“)
- 1990: Dieter Kaufmann („Die Reise ins Paradies“)
- 1992: Wolfgang Fuhrmann („Strategien des Witzes. Versuch über Haydn“)
- 1994: (nem adták ki)
- 1996: Matthias Schmidt  „Ernst Krenek: Grammatik der Extreme. Ein Beitrag zu Theorie und Praxis des dodekaphonen Denkens der Wiener Schule“ című monográfiájáért
- 1998: Georg Friedrich Haas („Nacht“)
- 2000: Olga Neuwirth, („Bählamms Fest“)
- 2002: Bernd Richard Deutsch („Die Verwandlung“)
- 2004: Gerd Kühr („Three Shakespeare Sonnets“ a cappella, vegyeskarra")
- 2006: Pierluigi Billone („MANI. LONG“)
- 2008: Franz Koglmann („Nächtliche Spaziergänge“)
- 2010: Richard Dünser („Radek“)
- 2012: Bernhard Gander („MELTING POT“)
- 2014: Johanna Doderer